# Henri Hourtal

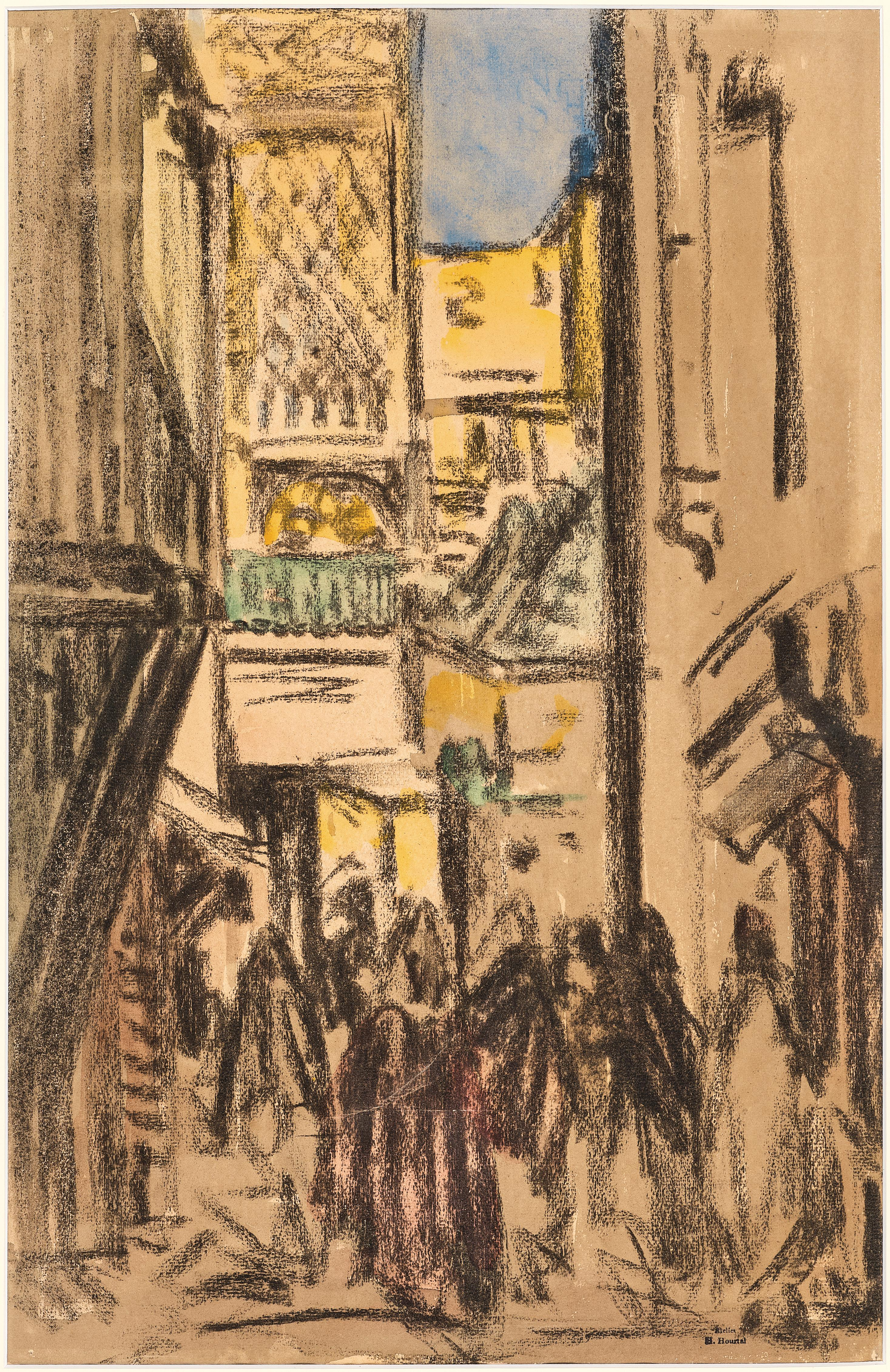
Motif d'Orient.

Henri Hourtal, né le 15 mars 1877 à Carcassonne et mort le 20 avril 1944 à Angles-sur-l'Anglin, est un artiste peintre français.

## Biographie
Henri Hourtal naît en 1877 à Carcassonne. 
En 1893 il expose un paysage à la société des beaux arts de Narbonne puis fréquente l'académie Julian à Paris.
Il expose à Paris à partir de 1904 au Salon des Indépendants, à la Société Nationale des Beaux-Arts et au Salon d'Automne.
Il fait un premier voyage au Maroc en 1918 avec son épouse.
Henri Hourtal meurt en 1944.